# Ådgrund, Kristinestad
Ådgrund, finska: Haahkaluoto, är en ö i Finland. Den ligger i Bottenhavet och i kommunen Kristinestad i den ekonomiska regionen  Sydösterbotten i landskapet Österbotten, i den västra delen av landet. Ön ligger omkring 98 kilometer söder om Vasa och omkring 300 kilometer nordväst om Helsingfors.
Öns area är 33,2 hektar och dess största längd är 1,2 kilometer i nord-sydlig riktning. I omgivningarna runt Ådgrund växer i huvudsak blandskog.